# スコータイの歴史上の町と関連の歴史上の町
スコータイの歴史上の町と関連の歴史上の町（スコータイ の れきしじょう の まち と かんれん の れきしじょう の まち）はタイにあるユネスコの世界遺産（文化遺産）。タイ政府の歴史公園法により整備された3つの歴史公園が登録されている。

## 概要
スコータイの町は小タイ族（現在のタイ人の多数派）であるシーインタラーティット王によりスコータイ王朝の都として建設がなされた。この王朝はラームカムヘーン王の時代に大きく発展し、東南アジアの一大国となるがその死後、勢力は衰えアユタヤ王朝が建つ頃には、小国になり、アユタヤ王朝の属国の時代を経てアユタヤに吸収された。
スコータイ王朝には数々の主要都市があり、このうちの幾つかが廃墟になりながらも現存している。それらの中には、スコータイ同様に世界遺産登録されているものがある（#登録された歴史公園の一覧参照）。

## 登録経緯
80年代始めにスコータイと関連する歴史公園3つが相次いでタイの文部省に登録された。その後文部省はこの遺跡をユネスコに推薦し、1991年に世界遺産（文化遺産）に登録された。

## 登録基準
この世界遺産は世界遺産登録基準のうち、以下の条件を満たし、登録された（以下の基準は世界遺産センター公表の登録基準からの翻訳、引用である）。
- (1) 人類の創造的才能を表現する傑作。
- (3) 現存するまたは消滅した文化的伝統または文明の、唯一のまたは少なくとも稀な証拠。

これに対して国際記念物遺跡会議は以下の趣旨の理由を付けた。
- (1) スコータイに関しては小タイ族（シャム人）による最初の芸術の傑作である。
- (3) スコータイと関連遺跡は小タイ族最初の芸術であり、タイ最初のタイ族による文化である。

## 登録された歴史公園の一覧
- スコータイ歴史公園
- シーサッチャナーライ歴史公園
- カムペーンペット歴史公園